# 丙
【丙】 — китайський ієрогліф. Один з 854 ієрогліфів, обов'язкових для вивчення в японській середній школі. Дуже рідко використовується на письмі в японській мові.

## Значення
1. третій; світлий вогонь (в системі китайського календаря).
2. ясний, світлий.

Ключ: 1 (一 + 4);  Кількість рисок: 5.
Введення ієрогліфа методом цанзє: 一人月 (MOB); Введення ієрогліфа чотирикутним методом: 10227. .

## Прочитання
| Китайська         |                   |                   |                   |                 |                 |
| Мандаринська мова | Мандаринська мова | Мандаринська мова | Мандаринська мова | Кантонська мова | Кантонська мова |
| чжуїнь            | піньїнь           | Вейд-Джайлз       | кирилиця          | ютпхін          | Єль             |
| ㄅㄧㄥˇ           | bǐng (bing3)      | ping3             | бін               | bing2           | bing2           |

| Корейська |         |               |              |          |          |
|           | хангиль | стара латинка | нова латинка | Єль      | кирилиця |
| Звук:     | 병      | pyŏng         | byeong       | pyeng    | пьон     |
| Назва:    | 남녘    | namnǒk'       | namnyeok     | namnyekh | намньокх |

| Японська |             |         |          |
|          | кана        | латинка | кирилиця |
| Он:      | へい ひょう | hei hyō | хей хьō  |
| Кун:     | ひのえ      | hinoe   | хіное    |
| Ім'я:    | あき え     | aki e   | акі е    |